# Аухатти
Ауха́тти (каз. Ауқатты) — село у складі Кордайського району Жамбильської області Казахстану. Адміністративний центр Аухаттинського сільського округу.
У радянські часи село називалося Кішміши.
Населення — 6672 особи (2021; 5880 у 2009, 4145 у 1999, 3793 у 1989).